# Maribel Guardia
Maribel Guardia (tên khai sinh Maribel Del Rocío Fernández García; sinh ngày 29 tháng 5 năm 1959 tại San José, Costa Rica) là một nữ diễn viên, người mẫu, ca sĩ và nữ tiếp viên truyền hình người Costa Rica và Mexico. Bà là người chiến thắng của cuộc thi Hoa hậu Costa Rica 1978 và là thí sinh tham gia cuộc thi Hoa hậu Hoàn vũ 1978.

## Hoa hậu Hoàn vũ và Hoa hậu Thế giới
Guardia được bầu làm Hoa hậu Costa Rica năm 1978, tiếp tục đại diện cho đất nước của mình tham gia cuộc thi sắc đẹp Hoa hậu Hoàn vũ 1978 (không lọt vào bán kết nhưng đạt giải Hoa hậu Ảnh), và cuộc thi sắc đẹp Hoa hậu Thế giới 1978 (được xếp vào top 15 bán kết). Cuộc thi Hoa hậu Hoàn vũ đã được tổ chức tại Acapulco và bà nhận được lời đề nghị của nhà sản xuất Televisa Sergio Bustamante để phát triển sự nghiệp ở đó, nhưng quyết định trở về đất nước của mình. Vài tháng sau, bà chấp nhận lời đề nghị và trở về Mexico, để lại mẹ và bạn trai ở lại quê hương.

## Đến Mexico, làm ca sĩ
Guardia chuyển đến Mexico năm 1980; động thái này được sau này được nhìn nhận là rất quan trọng cho sự nghiệp kinh doanh của bà. Năm 1980, bà xuất hiện trong chương trình truyền hình đầu tiên của mình, cùng với Manuel "El Loco" Valdés.
Guardia tiếp tục thực hiện nhiều telenovela và phát hành một loạt các album trong thể loại âm nhạc Norteño. Bà đã ký với ba hãng thu âm khác nhau kể từ khi album đầu tay của bà được phát hành năm 1988: đầu tiên với Musart Records, sau đó từ cuối những năm 1990 cho đến giữa những năm 2000 với Fonovisa Records, và trong những năm gần đây với EMI Televisa Music ở Mỹ Latinh và Capitol Records tại Hoa Kỳ.

## Cuộc sống cá nhân
Guardia sống 5 năm với Joan Sebastian và có một đứa con trai với anh.